# Andromeda I
Andromeda I ist eine spheroidale Zwerggalaxie (dSph) im Sternbild der Andromeda.
Die Galaxie ist etwa 2,4 Millionen Lichtjahre von unserem Sonnensystem entfernt.
Andromeda I ist Mitglied der Lokalen Gruppe und ist ein Satellit der Andromedagalaxie (M31).

## Eigenschaften
Die Zwerggalaxie befindet sich grob 3,5 Grad südlich und leicht östlich von M31.
Sie ist damit Stand des Jahres 2005 die sich am nächsten befindliche Satellitengalaxie Andromedas mit einer geschätzten projizierten Entfernung von etwa 40 kpc oder 150.000 Lichtjahren.
Andromeda I wurde im Jahr 1970 von Sidney van den Bergh mit dem 1,2 m Oschin-Schmidt-Teleskop auf dem Palomar-Observatorium entdeckt.
Weitere Untersuchungen an Andromeda I wurden mit der Wide Field/Planetary Camera 2 des Hubble-Weltraumteleskops vorgenommen.
Diese fanden wie bei anderen spheroidalen Zwerggalaxien auch eine hauptsächlich von Roten Riesen dominierten Horizontalast.
Dadurch und die zusätzliche Bestimmung der Häufigkeit der blauen Sterne am Horizontalast sowie die Entdeckung von 99 RR-Lyrae-Sternen im Jahr 2005 konnte man zeigen, dass Andromeda I eine ausgedehnte Ära der Sternentstehung von etwa abgeschätzten 10 Milliarden Jahren durchlebte.
Das Hubble-Teleskop entdeckte darüber hinaus einen Kugelsternhaufen als Begleiter von Andromeda I, was sie zur lichtschwächsten Galaxie mit einem derartigen Trabanten macht.

## Weiteres
- Liste der Satellitengalaxien von Andromeda
- Andromedagalaxie